# Königsberg in Bayern
Königsberg in Bayern, Königsberg i.Bay. – miasto w Niemczech, w kraju związkowym Bawaria, w rejencji Dolna Frankonia, w regionie Main-Rhön, w powiecie Haßberge. Leży ok. 7 km na północny wschód od Haßfurtu.

## Dzielnice
W skład miasta wchodzą następujące dzielnice: Altershausen, Hofstetten, Bühl, Dörflis, Hellingen, Holzhausen, Junkersdorf, Köslau, Kottenbrunn, Römershofen i Unfinden.

## Polityka
Burmistrzem jest Erich Stubenrauch. Rada miasta składa się z 23 członków:
|      | CSU | SPD | FDP | Wolna Grupa Wyborców | Razem     |
| 2002 | 5   | 4   | 2   | 5                    | 16 miejsc |

## Zabytki i atrakcje
- ratusz
- domy z muru pruskiego
- Kościół Mariacki (Marienkirche)
- Rynek
- Plac Solny Salzplatz
- Kościół pw. św. Józefa (St. Josef)

## Osoby urodzone w Königsbergu in Bayern
- Wolfgang Carl Briegel, kompozytor
- Johannes Marcellus (1510–1552), poeta, filolog
- Regiomontanus, astronom, matematyk, astrolog
- Friedrich Heinrich von Seckendorff, dyplomata

## Galeria

Königsberg in Bayern
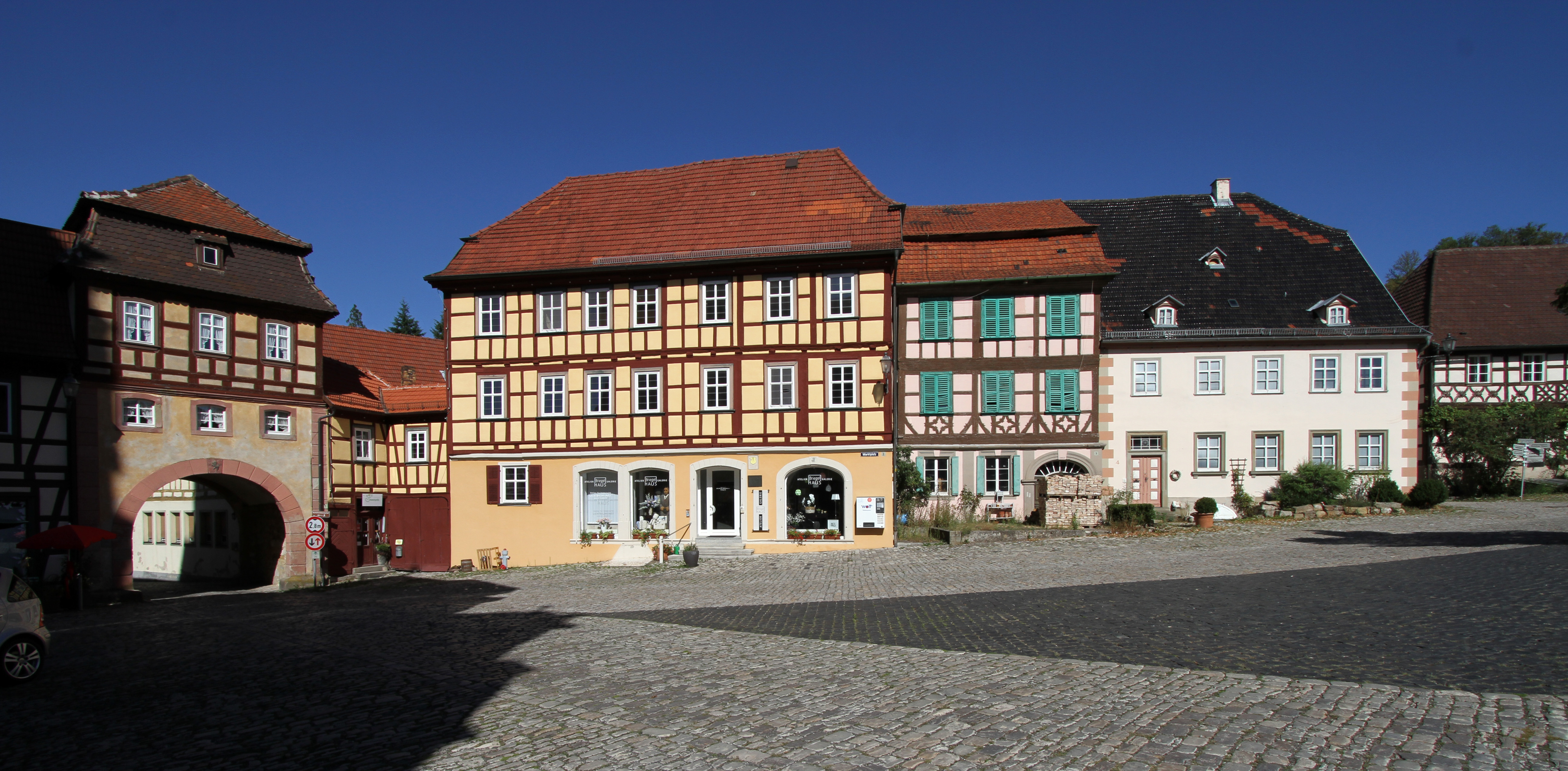
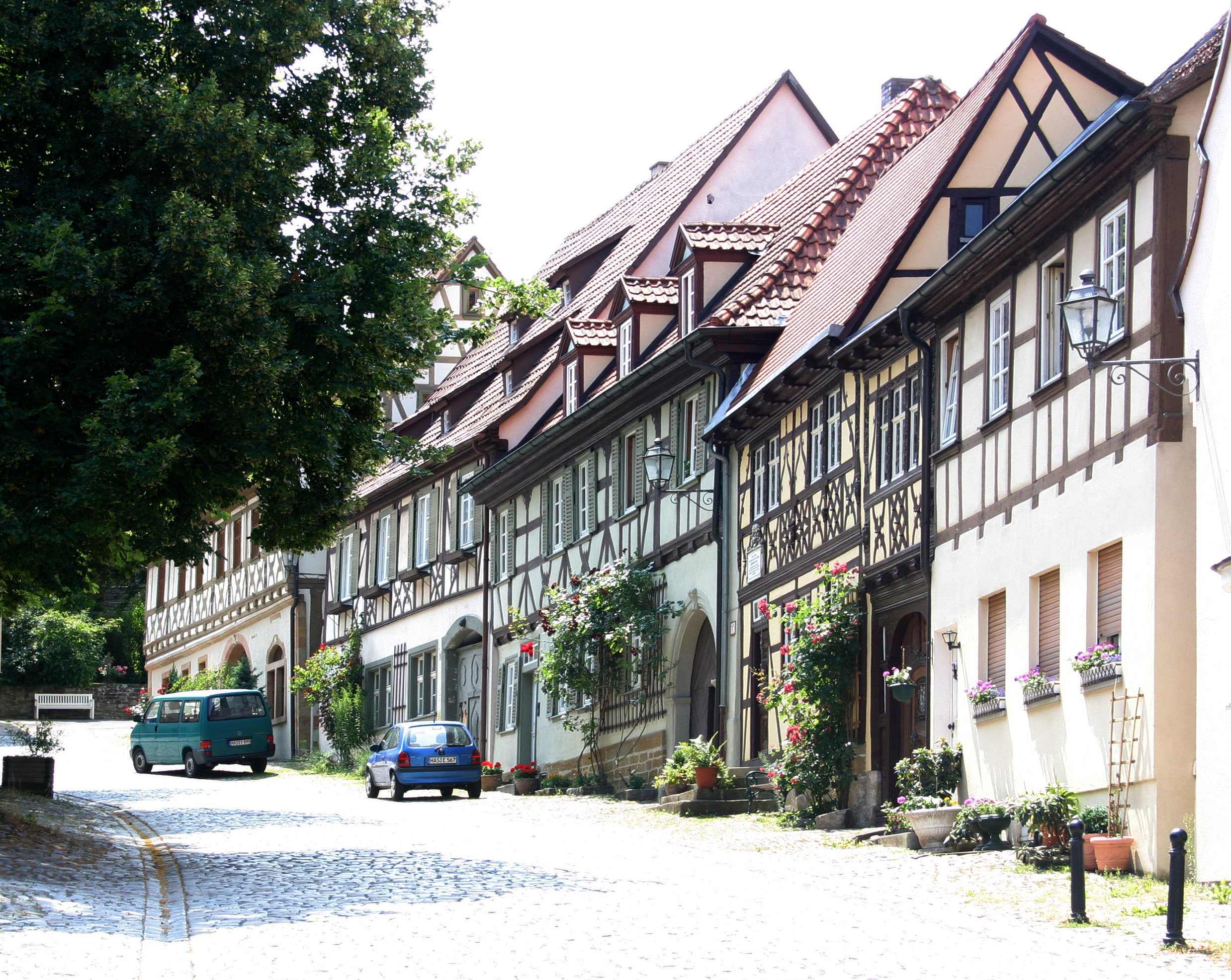
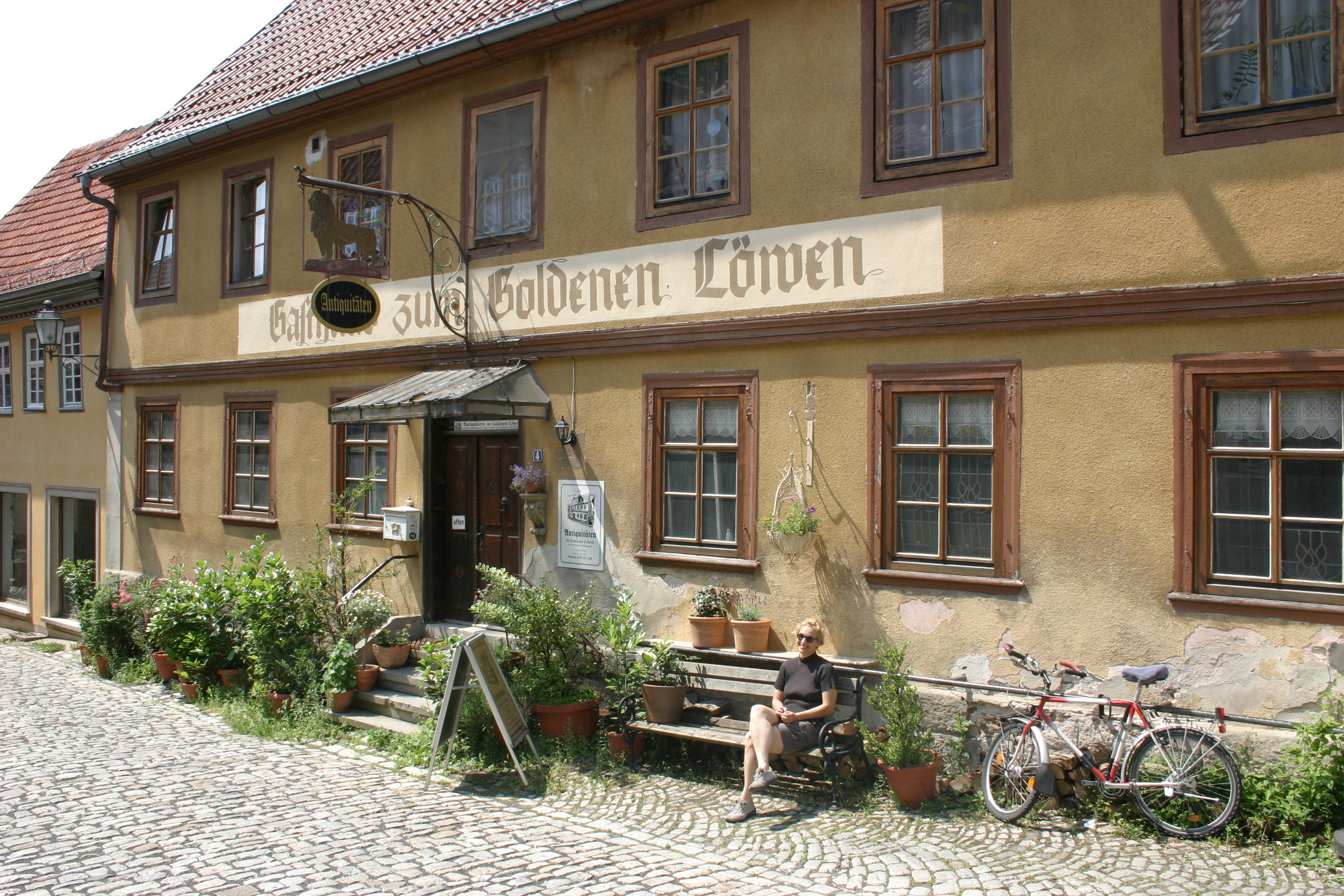
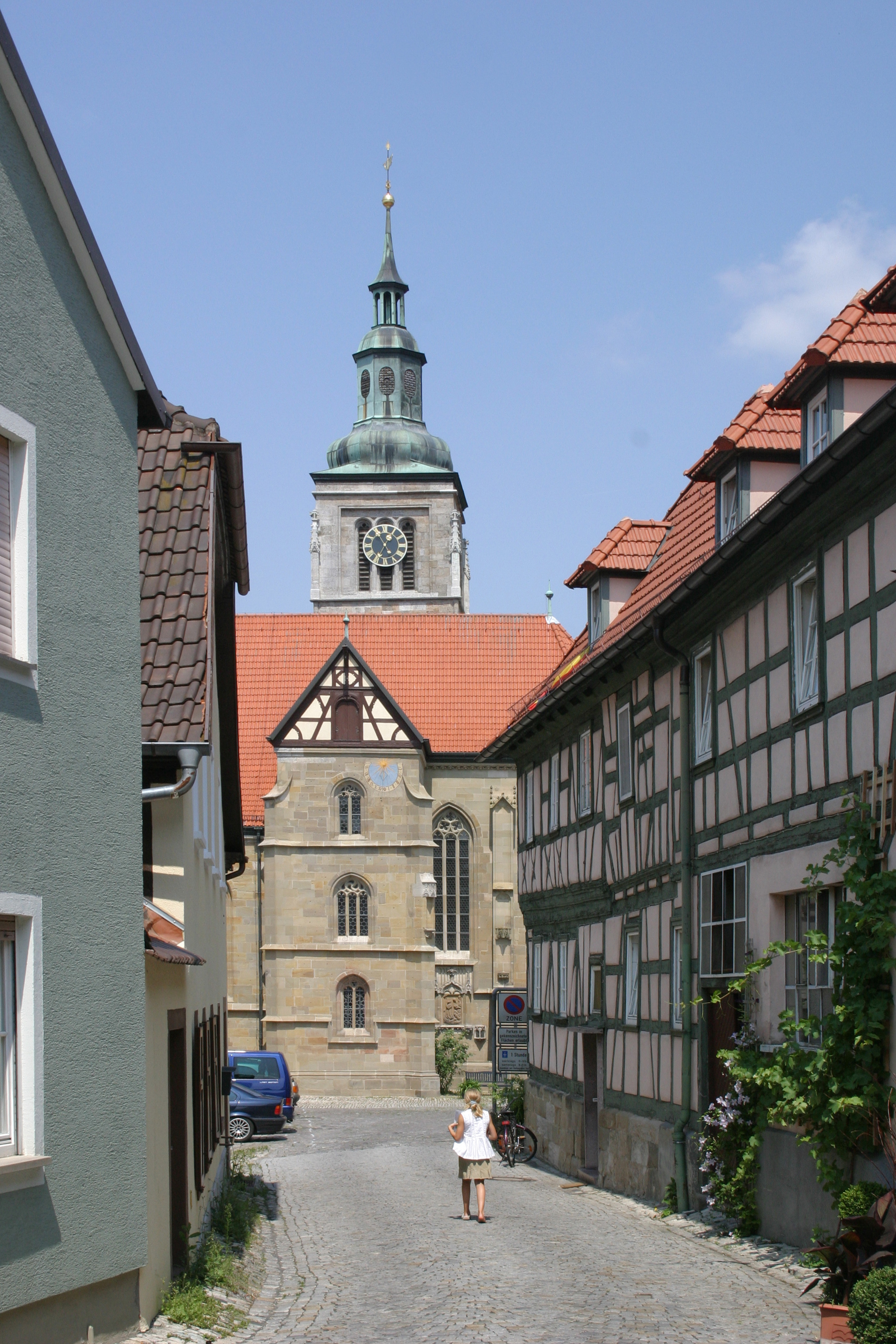
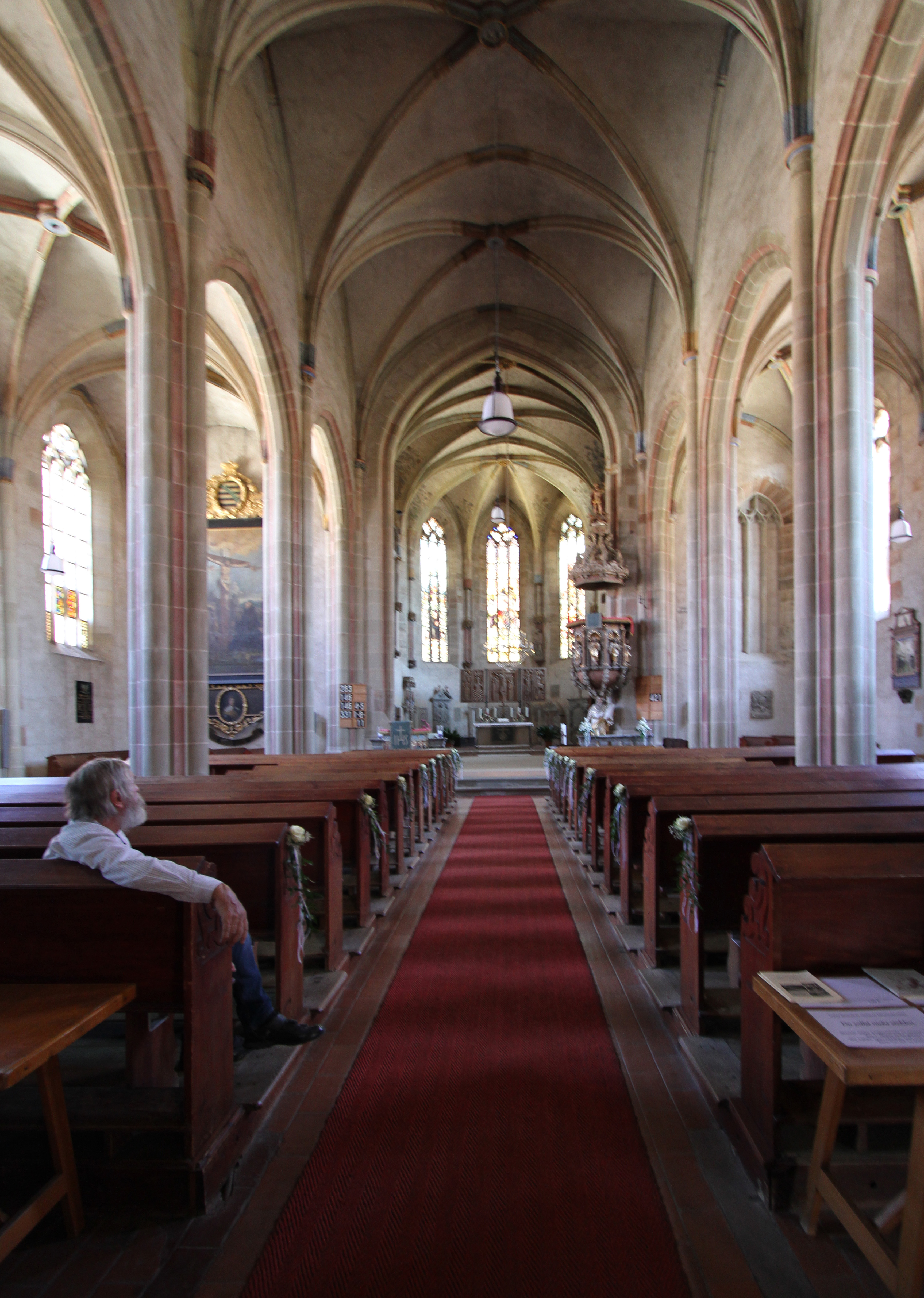
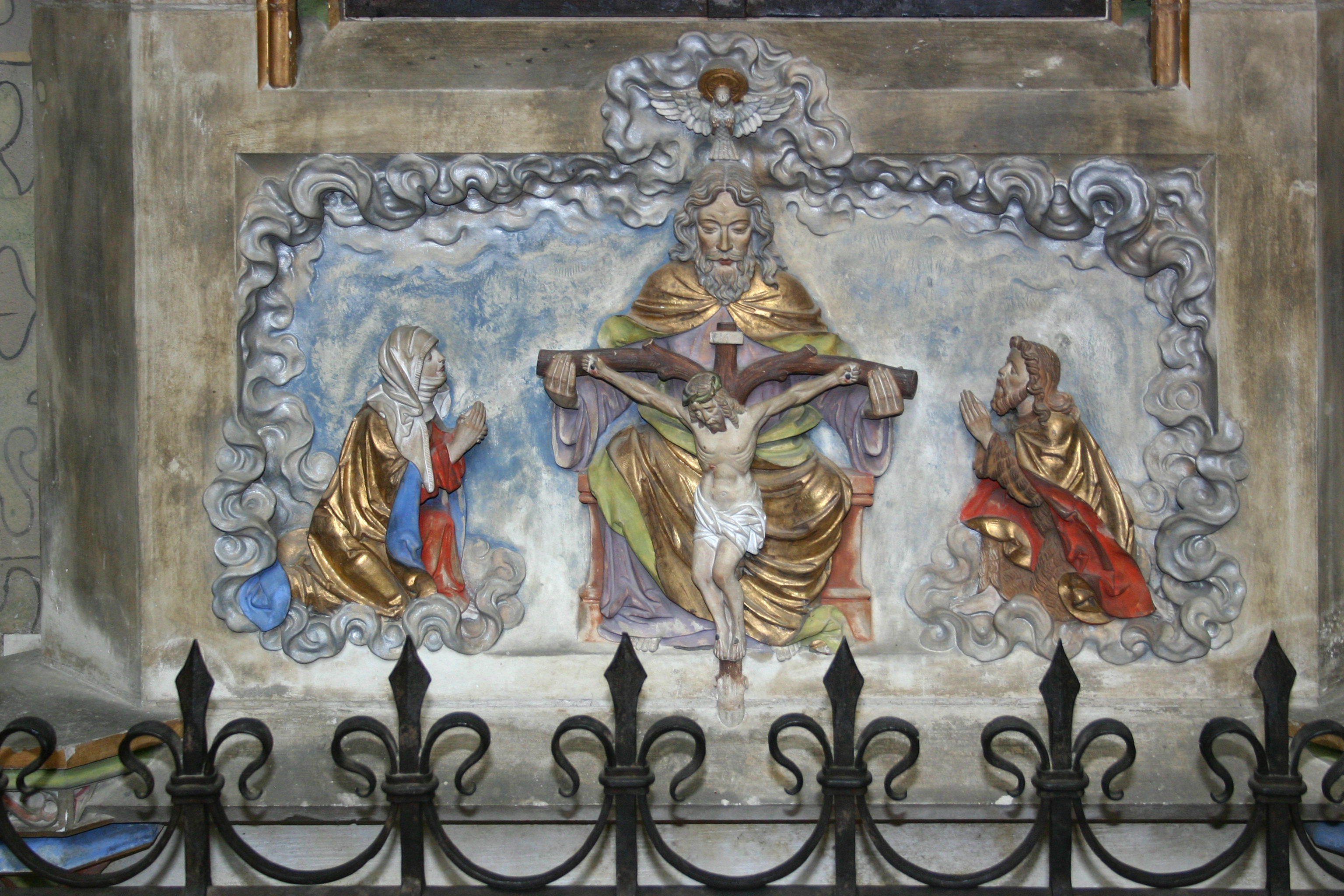
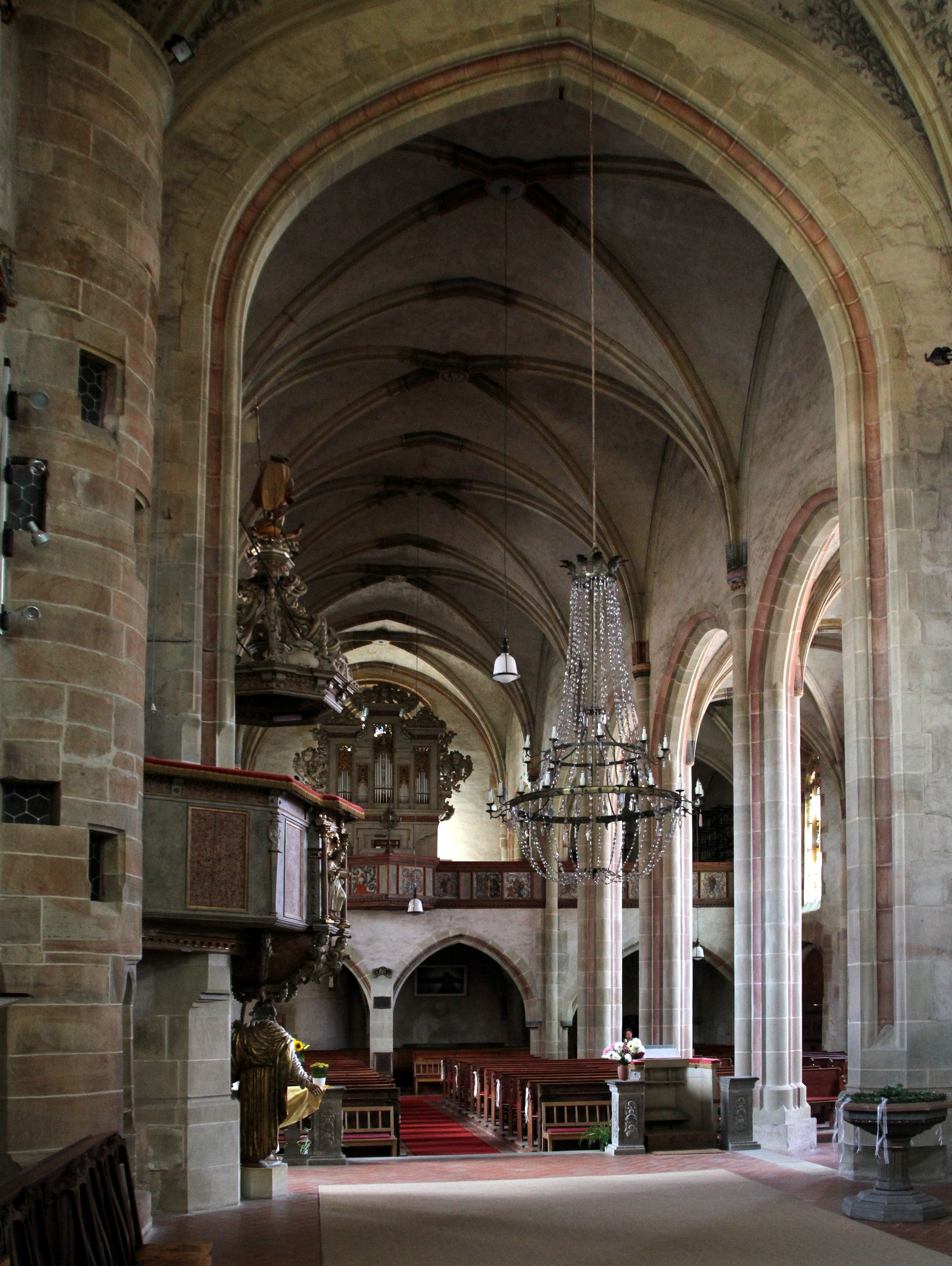
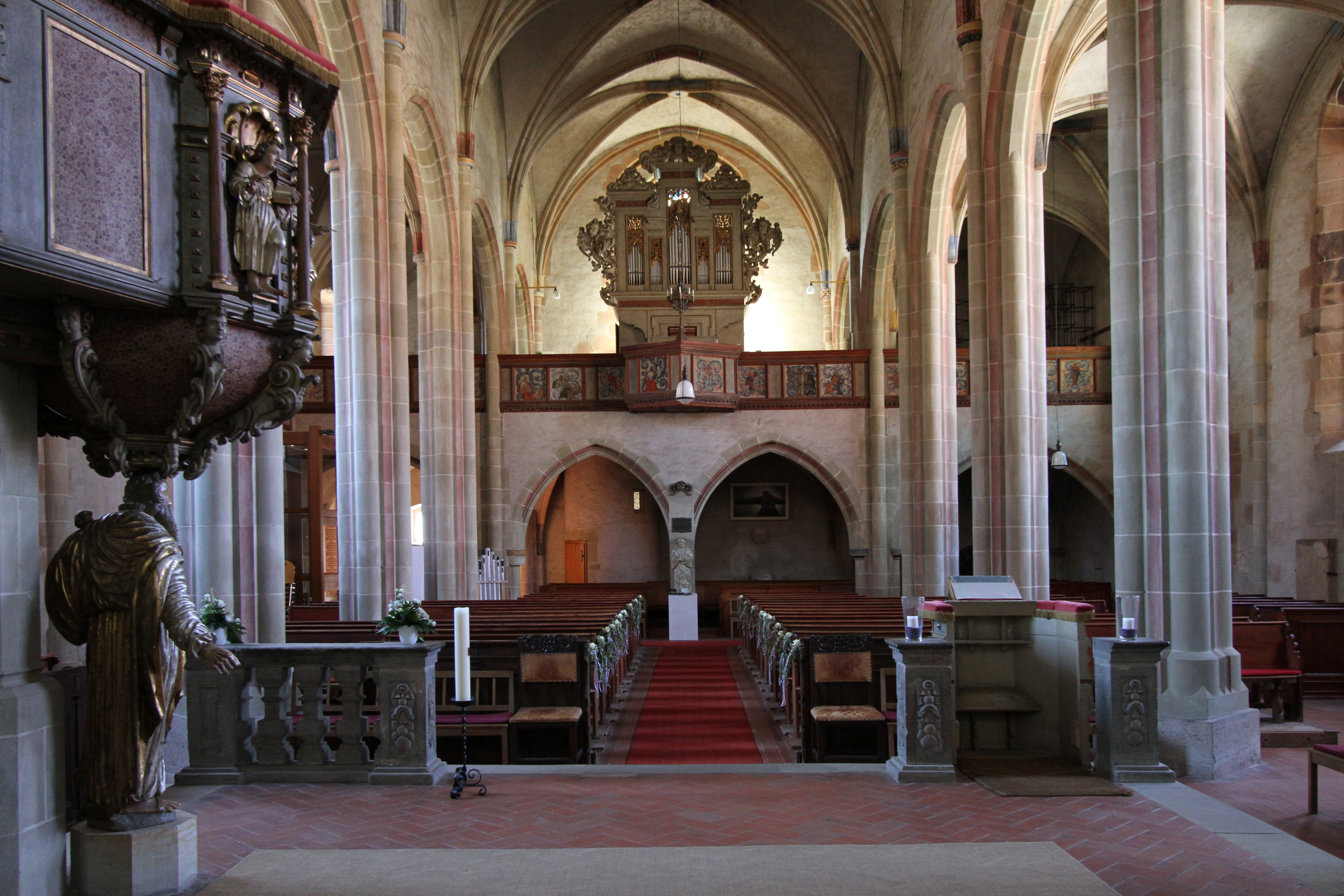